# 羅伯特·米契爾斯
羅伯特·米契爾斯（德語：Robert Michels，德語：[ˈmɪçəls]，1876年9月9日—1936年5月3日），生于德国科隆，卒于意大利罗马，是意大利精英学派的主要社会学家，其代表作为《政党政治》（1911年出版）。在该书中，米歇尔斯阐述了寡頭鐵律。米歇尔斯是马克斯·韦伯的学生，同时也是维尔纳·桑巴特和阿基利·劳瑞亚的好友及追随者。在政党政治上，米歇尔斯从德国社民党转向了意大利社会党，并且属于支持意大利革命工团主义的分支。随后，米歇尔斯认为法西斯主义代表了一种更加民主的社会主义，因而转向了意大利法西斯主义。米歇尔斯的思想为当今的缓和理论的基础，这种理论描述了激进政治团体融入既存政治体系的过程。

## 生平
米歇尔斯生于一个富有的德国家庭，先后在英国，法国巴黎（索邦大学）、德国莱比锡（慕尼黑大学）、德国哈雷以及意大利都灵求学。米歇尔斯在马尔堡大学执教的过程中变成了一位社会主义者，并且在德国社会民主党的激进分支内部活跃积极，但他于1907年离开了德国社会民主党。
今天，米歇尔斯被认为是马克斯·韦伯最聪慧的学生之一。在二十世纪早期，米歇尔斯就在历史以及社会学研究领域取得了国际声望。1911年，他出版了《寡头统治铁律：民主体制中的政党社会学》, 在这方面研究中，米歇尔斯证明了包括社会主义政党在内的政党是不可能实现民主的，这是因为政党会很快演变成寡头官僚组织。在意大利，他被与“意大利革命工团主义”联系起来，这是一个意大利社会党中的左翼分支。
米歇尔斯批判了卡尔·马克思的唯物主义決定論。相较于卡尔·马克思，米歇尔斯的社会主义研究借鉴于维尔纳·桑巴特的历史研究方法，因而是更加经验主义的。因为米歇尔斯崇拜意大利文化并且在社会科学领域取得的成就非常突出，他引起了路易吉·伊諾第和阿基利·劳瑞亚的注意。他们帮助米歇尔斯在都灵大学成功地获取了一个教授席位。直至1914年，米歇尔斯在都灵大学教授经济学、政治科学以及社会经济学。1914年之后，他成为了瑞士巴塞尔大学的经济学教授，直到1926年。
在第一次世界大战之后，米歇尔斯加入了由墨索里尼领导的意大利法西斯党。米歇尔斯相信墨索里尼的个人魅力和劳工阶级之间的直接联系是实现没有官僚阶层的下层阶级掌权的真正途径。他在意大利佩鲁贾大学担任经济学与历史学教授，并不时地在罗马讲授课程，直至1936年去世。

## 影响
中国革命家孙中山曾密切关注米契爾斯的政黨組織学说，1919年创立中华革命党时受到过米契爾斯的启发。

## 著作
- Zur Soziologie des Parteiwesens in der modernen Demokratie: Untersuchungen über die oligarchischen Tendenzen des Gruppenlebens, 1911.
  - 任軍鋒譯，《寡頭統治鐵律：現代民主制度中的政黨社會學 》，天津：天津人民出版社，2003年。
  - 楊軍、陳秋豐譯，《寡頭統治鐵律：民主體制中的政黨社會學》，杭州：浙江人民出版社，2022年。

## 外部連結

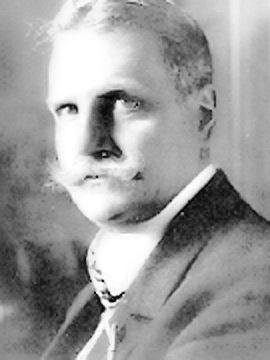
羅伯特·米契爾斯

- Robert Michels生平
- Political Parties （页面存档备份，存于），《Political Parties》的PDF版本
- Books and Articles on: Robert Michels （页面存档备份，存于），Questia